# إغوانة مكسيكية
إغوانة مكسيكية (الاسم العلمي: Ctenosaura pectinata) (بالإنجليزية: Mexican spinytail iguana)‏ هي نوع من الزواحف تتبع جنس الإغوانة شائكة الذيل من الفصيلة الإغوانية.